# Kenzo Taniguchi
Kenzo Taniguchi (født 15. september 1988) er en japansk fodboldspiller, som spiller for den japanske fodboldklub Fujieda MYFC.